# Litchfield (Minnesota)
Litchfield è una città degli Stati Uniti d'America, situata in Minnesota, nella Contea di Meeker, della quale è anche il capoluogo.